# Marvellous Melodicos
Marvellous Melodicos è un gruppo musicale dance italiano degli anni novanta formato dal trio Alberto "MIX" Lapris, Giuliano Sacchetto e Giordano Trivellato. Per il ritorno sulla scena del Marzo 2020 la nuova formazione comprende: Alberto "MIX" Lapris, Mario "JeremyB" Riboldi e Anna "LaWhite" Bianchi.

## Storia del gruppo
Tra il 1994 e il 1995 vengono pubblicati dei singoli in pieno stile eurodance, che entrano a far parte di decine di compilation di musica di genere. Il primo è Sing, Oh!, pezzo elettronico che riesce, nell'estate 1994, a far conoscere il gruppo. Nell'inverno del 1995 arriva The Sun and the Moon, sulla falsariga di "Sing, Oh!". Successivamente, viene pubblicato il singolo Over the Rainbow, mentre vengono pubblicati in Spagna come singolo doppio i primi due "Sing, Oh" e "The Sun and the Moon". In Italia sono pubblicati dalla Italian Style Production, mentre in Spagna dalla CNR Music
Il gruppo, di grande successo nelle discoteche italiane, ha partecipato a decine di compilation di musica dance.Nel 2020 sono tornati inaspettatamente con un nuovo singolo in collaborazione con LaWhite dal titolo "Say it ain't so" in 3 versioni differenti, pubblicati da J.K.R. Records, una sussidiaria di BLK records.

## Discografia[1]
- 1994 - Sing, Oh!
- 1994 - The Sun and the Moon
- 1995 - Over the Rainbow
- 1995 - The Sun and the Moon/Sing, Oh!
- 2020 - Say it ain't so ft. LaWhite